# Eucalyptus baileyana
Eucalyptus baileyana är en myrtenväxtart som beskrevs av Ferdinand von Mueller. Eucalyptus baileyana ingår i släktet Eucalyptus och familjen myrtenväxter. Inga underarter finns listade i Catalogue of Life.
Växten är utformad som ett träd som vanligen är 10 till 25 meter högt och några exemplar kan bli 40 meter höga med en diameter av en meter i brösthöjd. Arten förekommer i östra Australien i Queensland och New South Wales samt på tillhörande öar. En av de nordligaste fyndplatser är Isla Gorge National Park. Trädet växer i låglandet och i kulliga regioner. Det ingår i skogar med andra arter av eukalyptus. Temperaturen i regionen varierar mellan 5 och 35°C. Den årliga nederbördsmängden ligger mellan 700 och 1500 mm.
Artepitetet i det vetenskapliga namnet hedrar en person med namnet Bailey som upptäckte exemplaret som brukades för artens vetenskapliga beskrivning.
Eucalyptus baileyana har blad som är mörkgröna på ovansidan och ljusgröna på undersidan. Den blommar mellan november och januari. Frukten är ofta klotrund och artens frön är avplattade.
Artens trä brukas för staket eller för byggnadernas grundform.
För beståndet är inga hot kända. Populationen storlek är okänd. IUCN listar arten som livskraftig (LC).